# Svetlana Boldykova
Svetlana Sergueïevna Boldykova (en russe : Светлана Сергеевна Болдыкова), née le 7 juillet 1982 à Tachtagol, est une snowboardeuse russe spécialisée dans les épreuves de slalom parallèle et de slalom géant parallèle. Elle débute en Coupe du monde en 2002 à Bad Gastein et réussit son premier podium à Sungwoo en 2007. Elle a gagné une seule médaille lors d'une compétition internationale, en 2005 à l'occasion des mondiaux de Whistler.

## Palmarès

### Jeux olympiques
| Édition/Discipline   | Slalom géant parallèle |
| JO de Turin 2006     | 8e                     |
| JO de Vancouver 2010 | 24e                    |

### Championnats du monde
| Édition/Discipline | Slalom parallèle | Slalom géant parallèle |
| Mondiaux 2003      | 20e              | 29e                    |
| Mondiaux 2005      | 29e              | 2e                     |
| Mondiaux 2007      | 36e              | 7e                     |
| Mondiaux 2009      | 10e              | 13e                    |
| Mondiaux 2011      | 20e              | 13e                    |
| Mondiaux 2013      | 13e              | 6e                     |

### Coupe du monde
- Meilleur classement général : 11e en 2008.
- Meilleur classement du parallèle : 5e en 2008.
- Meilleur classement en slalom parallèle : 7e en 2013.
- Meilleur classement en slalom géant parallèle : 17e en 2013.
- 7 podiums dont 2 victoires en slalom géant parallèle à Lake Placid, le 3 mars 2008 et à Stoneham, le 24 janvier 2010.